# Pseuderanthemum lanceolatum
Pseuderanthemum lanceolatum är en akantusväxtart som först beskrevs av Hipólito Ruiz López och Pav., och fick sitt nu gällande namn av Wassh.. Pseuderanthemum lanceolatum ingår i släktet Pseuderanthemum och familjen akantusväxter. Inga underarter finns listade i Catalogue of Life.